# Can Bolós
|  | Per a altres significats, vegeu «Can Bolós (Montagut i Oix)». |

Can Bolòs és un edifici a la ciutat d'Olot (Garrotxa) protegit com a bé cultural d'interès local. L'edifici ja considerable de Can Bolòs el van enderrocar els terratrèmols que sofrí la Garrotxa en el segle xv. El casal es reedificà de soca-rel i successivament fou reformat i engrandit amb encert divers. Són destacables les seves decoracions dels interiors, realitzades a finals del segle xviii, de la mà de Joan Carles Panyó, la col·lecció de retrats familiars i el recull de figures i esbossos realitzats per Ramon Amadeu. El llinatge Bolòs començà a finals del segle xiii amb el primer conegut: Arnau Bolòs i des d'aleshores s'han succeït vint generacions destacant geògrafs, botànics, farmacèutics, geòlegs, etc.
És un gran casal de planta rectangular, amb teulats a diferents nivells. Disposa de planta baixa (finestres i portes conserven les llindes de fusta), primer pis amb gran balconada i dos pisos (en alguns llocs tres) superiors. La planta baixa va estar realitzada amb carreus, així com els angles del casal. La porta principal, amb llinda de pedra duu la data, mig amagada per la balconada del primer pis: 1506. Can Bolòs és una de les cases més antigues d'Olot. Fou edificada en els proximitats de l'església del Tura, pertinença del benifet de Sant Antoni, fundat el 1304.